# Dzmitryj Ancileŭski
Dzmitryj Sjarheevič Ancileŭski (in bielorusso Дзмітрый Сяргеевіч Анцілеўскі?; Minsk, 12 giugno 1997) è un calciatore bielorusso, attaccante dell'Hapoel Haifa.

## Carriera

### Club
Ha giocato in vari club della massima serie bielorussa.

### Nazionale
Ha giocato nelle nazionali giovanili bielorusse Under-17, Under-19 ed Under-21.
Il 15 novembre 2020 ha esordito con la nazionale maggiore bielorussa giocando l'incontro di UEFA Nations League vinto 2-0 contro la Lituania.

## Statistiche

### Cronologia presenze e reti in nazionale
| Cronologia completa delle presenze e delle reti in nazionale ― Bielorussia | Cronologia completa delle presenze e delle reti in nazionale ― Bielorussia | Cronologia completa delle presenze e delle reti in nazionale ― Bielorussia | Cronologia completa delle presenze e delle reti in nazionale ― Bielorussia | Cronologia completa delle presenze e delle reti in nazionale ― Bielorussia | Cronologia completa delle presenze e delle reti in nazionale ― Bielorussia | Cronologia completa delle presenze e delle reti in nazionale ― Bielorussia | Cronologia completa delle presenze e delle reti in nazionale ― Bielorussia |
| Data                                                                       | Città                                                                      | In casa                                                                    | Risultato                                                                  | Ospiti                                                                     | Competizione                                                               | Reti                                                                       | Note                                                                       |
| -------------------------------------------------------------------------- | -------------------------------------------------------------------------- | -------------------------------------------------------------------------- | -------------------------------------------------------------------------- | -------------------------------------------------------------------------- | -------------------------------------------------------------------------- | -------------------------------------------------------------------------- | -------------------------------------------------------------------------- |
| 15-11-2020                                                                 | Minsk                                                                      | Bielorussia                                                                | 2 – 0                                                                      | Lituania                                                                   | UEFA Nations League 2020-2021 - 1º turno                                   | -                                                                          | 82’                                                                        |
| 18-11-2020                                                                 | Tirana                                                                     | Albania                                                                    | 3 – 2                                                                      | Bielorussia                                                                | UEFA Nations League 2020-2021 - 1º turno                                   | -                                                                          | 77’ 90+5’                                                                  |
| 24-3-2021                                                                  | Minsk                                                                      | Bielorussia                                                                | 1 – 1                                                                      | Honduras                                                                   | Amichevole                                                                 | -                                                                          | 62’                                                                        |
| 2-6-2021                                                                   | Minsk                                                                      | Bielorussia                                                                | 1 – 2                                                                      | Azerbaigian                                                                | Amichevole                                                                 | -                                                                          | 77’                                                                        |
| 2-9-2021                                                                   | Ostrava                                                                    | Rep. Ceca                                                                  | 1 – 0                                                                      | Bielorussia                                                                | Qual. Mondiali 2022                                                        | -                                                                          | 64’                                                                        |
| 8-10-2021                                                                  | Tallinn                                                                    | Estonia                                                                    | 2 – 0                                                                      | Bielorussia                                                                | Qual. Mondiali 2022                                                        | -                                                                          | 81’                                                                        |
| 11-10-2021                                                                 | Kazan'                                                                     | Bielorussia                                                                | 0 – 2                                                                      | Rep. Ceca                                                                  | Qual. Mondiali 2022                                                        | -                                                                          | 68’                                                                        |
| 13-11-2021                                                                 | Cardiff                                                                    | Galles                                                                     | 5 – 1                                                                      | Bielorussia                                                                | Qual. Mondiali 2022                                                        | -                                                                          | 60’ 78’                                                                    |
| 15-10-2023                                                                 | San Gallo                                                                  | Svizzera                                                                   | 3 – 3                                                                      | Bielorussia                                                                | Qual. Euro 2024                                                            | 1                                                                          | 46’                                                                        |
| 18-11-2023                                                                 | Budapest                                                                   | Bielorussia                                                                | 1 – 0                                                                      | Andorra                                                                    | Qual. Euro 2024                                                            | -                                                                          |                                                                            |
| 21-11-2023                                                                 | Pristina                                                                   | Kosovo                                                                     | 0 – 1                                                                      | Bielorussia                                                                | Qual. Euro 2024                                                            | 1                                                                          | 73’                                                                        |
| 7-6-2024                                                                   | Minsk                                                                      | Bielorussia                                                                | 0 – 4                                                                      | Russia                                                                     | Amichevole                                                                 | -                                                                          | 46’                                                                        |
| 11-6-2024                                                                  | Budapest                                                                   | Bielorussia                                                                | 0 – 4                                                                      | Israele                                                                    | Amichevole                                                                 | -                                                                          | 46’                                                                        |
| 5-9-2024                                                                   | Zalaegerszeg                                                               | Bielorussia                                                                | 0 – 0                                                                      | Bulgaria                                                                   | UEFA Nations League 2024-2025 - 1º turno                                   | -                                                                          | 64’                                                                        |
| 8-9-2024                                                                   | Lussemburgo                                                                | Lussemburgo                                                                | 0 – 1                                                                      | Bielorussia                                                                | UEFA Nations League 2024-2025 - 1º turno                                   | -                                                                          | 67’                                                                        |
| 12-10-2024                                                                 | Zalaegerszeg                                                               | Bielorussia                                                                | 0 – 0                                                                      | Irlanda del Nord                                                           | UEFA Nations League 2024-2025 - 1º turno                                   | -                                                                          | 75’                                                                        |
| 15-10-2024                                                                 | Zalaegerszeg                                                               | Bielorussia                                                                | 1 – 1                                                                      | Lussemburgo                                                                | UEFA Nations League 2024-2025 - 1º turno                                   | -                                                                          | 74’                                                                        |
| 15-11-2024                                                                 | Belfast                                                                    | Irlanda del Nord                                                           | 2 – 0                                                                      | Bielorussia                                                                | UEFA Nations League 2024-2025 - 1º turno                                   | -                                                                          | 62’ 76’                                                                    |
| 18-11-2024                                                                 | Sofia                                                                      | Bulgaria                                                                   | 1 – 1                                                                      | Bielorussia                                                                | UEFA Nations League 2024-2025 - 1º turno                                   | -                                                                          | 59’                                                                        |
| Totale                                                                     |                                                                            | Presenze                                                                   | 19                                                                         |                                                                            | Reti                                                                       | 2                                                                          |                                                                            |

## Palmarès

### Club

#### Competizioni nazionali
- Campionato bielorusso: 1

BATĖ Borisov: 2016
- Supercoppa di Bielorussia: 1

BATĖ Borisov: 2017